# Saint-Aubin (Anzin-Saint-Aubin)
Saint-Aubin is een dorp in de Franse gemeente Anzin-Saint-Aubin in het departement Pas-de-Calais. Het ligt in het westen van de gemeente, zo'n anderhalve kilometer ten westen van Anzin. Saint-Aubin ligt aan de Skarpe.

## Geschiedenis
Saint-Aubin was vroeger de belangrijkste kern van de huidige gemeente. Het vormde een parochie, waarvan Anzin slechts een gehucht was. Op het eind van de ancien régime, toen de gemeenten werden opgericht, werd de gemeente dan ook Saint-Aubin genoemd.
De kern Anzin lag langs de Chaussée Brunehaut, een noordwestelijke uitvalsweg uit Arras en groeide in het begin van de 19de eeuw dan ook sneller dan Saint-Aubin. Uiteindelijk werd de gemeente in 1853 hernoemd in Anzin-Saint-Aubin en kreeg Anzin ook zijn eigen parochiekerk. Saint-Aubin bleef een kleine landelijke kern in de groeiende gemeente.

## Bezienswaardigheden
- De Église Saint-Aubin. De 16de-eeuwse kerkklok werd in 1943 geklasseerd als monument historique.